# Tro-Bro Léon 2005
Il Tro-Bro Léon 2005, ventiduesima edizione della corsa e valida come evento dell'UCI Europe Tour 2005 categoria 1.1, si svolse il 17 aprile 2005 su un percorso totale di circa 192,2 km. Fu vinto dal francese Tristan Valentin che terminò la gara in 5h02'32", alla media di 38,118  km/h.
All'arrivo 58 ciclisti portarono a termine il percorso.

## Ordine d'arrivo (Top 10)
| Pos. | Corridore          | Squadra         | Tempo    |
| ---- | ------------------ | --------------- | -------- |
| 1    | Tristan Valentin   | Auber 93        | 5h02'32" |
| 2    | Cédric Coutouly    | Agritubel       | a 30"    |
| 3    | Michail Timošin    | Omnibike        | s.t.     |
| 4    | John Gadret        | Jartazi         | a 32"    |
| 5    | Charles Guilbert   | Bretagne        | s.t.     |
| 6    | Stéphane Pétilleau | Bretagne        | a 37"    |
| 7    | Jan Koerts         | Cofidis         | a 40"    |
| 8    | Linas Balčiūnas    | Agritubel       | s.t.     |
| 9    | Sébastien Hinault  | Crédit Agricole | s.t.     |
| 10   | Aljaksandr Usaŭ    | AG2R Prév.      | s.t.     |